# Gur'evsky (huyện của Kaliningrad)
Huyện Gur'evsky (tiếng Nga: ? райо́н) là một huyện hành chính tự quản (raion), của Tỉnh Kaliningrad, Nga. Huyện có diện tích 942 kilômét vuông, dân số thời điểm ngày 1 tháng 1 năm 2000 là 46700 người. Trung tâm của huyện đóng ở Gur'evsk.